# Janowski II
Janowski II (Prawdzic odmienny) – kaszubski herb szlachecki, według Przemysława Pragerta odmiana herbu Prawdzic.

## Opis herbu
Herb znany przynajmniej w trzech wariantach. Opisy z wykorzystaniem zasad blazonowania, zaproponowanych przez Alfreda Znamierowskiego:
Janowski II (Prawdzic odmienny): W polu błękitnym mur czerwony, zza którego pół lwa złotego, wspiętego. Klejnot: nad hełmem w koronie skrzydło czarne w lewo, przeszyte strzałą złotą w lewo. Labry błękitne, podbite złotem.
Janowski IIa (Prawdzic odmienny albo Zaremba odmienny): Na murze są trzy owale (kamienie) złote (2 i 1), w klejnocie trzy pióra strusie.
Janowski IIb (Prawdzic odmienny): Na murze trzy romby (kamienie) złote (2 i 1), lew kroczący, mur z trzema blankami, w klejnocie trzy pióra strusie.

## Najwcześniejsze wzmianki
Herb znany z pieczęci z Michała Janowskiego z 1699 (wariant podstawowy), Karola Janowskiego z 1722-32 (wariant IIa), Antona Josepha von Janowsky z 1802 (wariant IIb).

## Rodzina Janowskich
Istniało ponad dwadzieścia rodzin szlacheckich tego nazwiska, z czego kilka na Pomorzu i Kaszubach. Herbu własnego z lwem używali Janowscy z ziemi puckiej i mirachowskiej. Wskazówki, że Janowscy z Kaszub mogą także używać herbu z lwem dostarcza wzmianka z 18 lutego 1615, która mówi, że Stephanus Janowski (Prawdzic) wstawił się za uwięzionymi w Gdańsku Radzickim, Rogowskim i Czermtwskim (Czerniewskim?). Kolejnym członkiem rodziny mógł być Stanisław Janowski w Nieżywięciu, wzmiankowany w 1628. Od połowy XVII wieku rodzina notowana w powiecie mirachowskim. Przedstawicielami na tym terenie byli: Kazimierz Janowski (zm. 1689), wójt dóbr klasztornych Kartuzów w 1670-89, dzierżawca w Sławkach, właściciel działu w Puzdrowie (od 1684), jego synowie: Michał Kazimierz (zm. 1724), dziedzic we wsiach: Sławki, Somonino, wójt klasztorny kartuski, starosta biskupi w Chełmie Gdańskim, Tomasz (zm. po 1725), dzierżawca wsi Wielgie, Karol Ignacy (zm. 1733), proboszcz lignowski w 1716-33, dziekan gniewski od 1720. Syn Michała Kazimierza, Antoni Franciszek (zm. 1762), właściciel w Kłaninie, jego synowie: Jan Krzysztof (zm. 1802), Karol Michał (zm. 1788). Ostatnim Janowskim w Kłaninie był Ignacy Ksawery Jan (zm. 1817), syn Karola, bratanek Jana. Istnieje hipoteza, postawiona przez badacza dziejów Janowskich, Siegfrieda Johanna von Janowski, że Janowscy herbu Prawdzic odmienny są katolicką gałęzią Janowskich herbu Bawola Głowa odmienny. Przeczyć tej tezie może zupełna odmienność herbów obu rodzin.

## Herbowni
Janowski (Janowsky).
Istnieli też na Pomorzu inni Janowscy, używający herbów Janowski i Janowski III.